# Locomotiva FS 195
Le locomotive gruppo 195 erano locomotive a vapore con tender per treni merci, di rodiggio 0-3-0, pervenute dopo la fine della prima guerra mondiale alle Ferrovie dello Stato Italiane in conto risarcimento danni bellici.

## Storia
Le locomotive facevano parte del parco rotabili, per trazione di treni merci, delle ferrovie imperial regie di stato austriache (kkStB) presso le quali erano catalogate nel gruppo 35 ed erano state costruite dalle fabbriche di locomotive Sigl e Neustädter Lokomotivfabrik di Vienna tra il 1868 e il 1871. Anche il gruppo 35, come altri gruppi di locomotive austroungariche, venne ripartito per la cessione ad altri stati allo scopo di ripagare i danni di guerra dopo la prima guerra mondiale. L'Italia ne ebbe assegnate 5 unità e le FS le omologarono nel gruppo 195. Non sopravvissero agli anni venti: vennero tutte demolite tra il 1924 e 1927.

## Corrispondenza locomotive ex kkStB e numerazione FS[3]
| Numero e gruppo FS | numero e gruppo kkStB | fabbrica      | anno di fabbricazione | demolizione o alienazione |
| ------------------ | --------------------- | ------------- | --------------------- | ------------------------- |
| 194.001            | 35.29                 | Sigl Neustadt | 1869                  | 1924                      |
| 194.002            | 35.35                 | Sigl Wien     | 1870                  | 1927                      |
| 194.003            | 35.40                 | Sigl Wien     | 1870                  | 1924                      |
| 194.004            | 35.52                 | Sigl Wien     | 1871                  | 1927                      |
| 194.005            | 35.55                 | Sigl Wien     | 1871                  | 1925                      |